# Антимоніди (мінерали)
Антимоніди (рос. антимониды, англ. antimonides, нім. Antimonide n pl) — мінерали, прості сполуки елементів зі стибієм, які можна розглядати як похідні H3Sb. Найбільш відомі дискразит Ag3Sb і брейтгауптит — NiSb.
До більш рідкісних відноситься Алларгентум.